# IC 2427
IC 2427 ist eine elliptische Galaxie vom Hubble-Typ E/S0 im Sternbild Luchs am Nordsternhimmel. Sie ist schätzungsweise 609 Millionen Lichtjahre von der Milchstraße entfernt.
Das Objekt wurde am 2. April 1900 von Stéphane Javelle entdeckt.